# Daniel Gaspar
Daniel Gaspar (* 19. Mai 1972) ist ein tschechischer Badmintonspieler. Es ist mit der tschechischen Badmintonspielerin Jitka Lacinová verheiratet.

## Karriere
Daniel Gaspar wurde 1990 tschechoslowakischer Juniorenmeister, 1992 Meister bei den Erwachsenen. In Tschechien folgten sechs weitere Titelgewinne. 1993 nahm er an der Badminton-Weltmeisterschaft teil.

## Sportliche Erfolge
| Saison | Veranstaltung                                          | Disziplin    | Platz | Name                            |
| ------ | ------------------------------------------------------ | ------------ | ----- | ------------------------------- |
| 1990   | Tschechoslowakische Einzelmeisterschaften der Junioren | Herrendoppel | 1     | Petr Janda / Daniel Gaspar      |
| 1992   | Tschechoslowakische Einzelmeisterschaften              | Mixed        | 1     | Daniel Gaspar / Adela Zimmerová |
| 1993   | Tschechische Einzelmeisterschaften                     | Mixed        | 1     | Daniel Gaspar / Jitka Lacinová  |
| 1993   | Tschechische Einzelmeisterschaften                     | Herrendoppel | 1     | Petr Janda / Daniel Gaspar      |
| 1994   | Tschechische Einzelmeisterschaften                     | Mixed        | 1     | Daniel Gaspar / Jitka Lacinová  |
| 1996   | Tschechische Einzelmeisterschaften                     | Mixed        | 1     | Daniel Gaspar / Jitka Lacinová  |
| 1996   | Tschechische Einzelmeisterschaften                     | Herrendoppel | 1     | Petr Janda / Daniel Gaspar      |
| 1998   | Tschechische Einzelmeisterschaften                     | Mixed        | 1     | Daniel Gaspar / Jana Daňhelková |